# 幸福地分手的22種方法
《幸福地分手的22種方法》（韓語：행복하게 이별하는 22가지 방법）是韓國MBC電視台預計於2026年播出的電視劇，由李正河與辛叡恩主演。

## 劇情概要
該劇以「分手」為主題，講述一段橫跨十年的愛情與成長故事。從高中開始，男女主角經歷了多次分手與重逢，透過22種方式探索如何幸福地結束一段關係。

## 演員陣容

### 主要人物
| 演員   | 角色 | 介紹 |
| ------ | ---- | ---- |
| 李正河 |      |      |
| 辛叡恩 |      |      |

## 外部連結
- Daum上《幸福地分手的22種方法》的資料